# Tore Brovold
Tore Brovold (n. 12 iunie 1970, Comuna Hamar, Hedmark, Norvegia) este un trăgător de tir ce a reprezentat Norvegia, medaliat olimpic. A participat la 2 ediții ale Jocurilor Olimpice (2008, 2012) în care a câștigat o medalie de argint.